# Mount Fearon
Mount Fearon ist ein 1140 m hoher Berg im ostantarktischen Viktorialand. In den Prince Albert Mountains ragt er an der Ostflanke des Woodberry-Gletschers in rund 10 km nordwestlicher Entfernung zum Mount Priestley auf.
Der United States Geological Survey kartierte ihn anhand eigener Vermessungen und mithilfe von Luftaufnahmen der United States Navy zwischen 1956 und 1962. Das Advisory Committee on Antarctic Names benannte ihn 1968 nach dem neuseeländischen Biologen Colin E. Fearon, der zwischen 1962 und 1963 auf der McMurdo-Station tätig war.